# Chris Booker
Chris Booker, né le 24 octobre 1981, à Fort Worth, au Texas, est un ancien joueur américain de basket-ball. Il évolue aux postes de ailier fort et de pivot.

## Palmarès
- Champion de Slovénie 2008, 2011, 2014
- Champion de Belgique 2012
- Coupe de Slovénie 2008, 2014, 2015
- Coupe de Bosnie-Herzégovine 2016
- MVP de la coupe de Slovénie 2015
- All-Star du championnat de Turquie 2005
- EuroChallenge 2011